# (17369) Еремеева
(17369) Еремеева (лат. Eremeeva) — типичный астероид главного пояса, открыт 22 августа 1979 года шведским астрономом Клас-Ингваром Лагерквистом в обсерватории Ла-Силья и в 9 июня 2017 года назван в честь советского и российского историка астрономии Алины Еремеевой.

## Обнаружение и именование
(17369) Еремеева
Открыт 22 августа 1979 года в Европейской южной обсерватории К.-И. Лагерквистом.
Алина Иосифовна Еремеева (р. 1929) — историк науки, работает в обсерватории Штернберга Московского университета.
Оригинальный текст (англ.)17369 Eremeeva
Discovered 1979 Aug. 22 by C.-I. Lagerkvist at the European Southern Observatory.
Alina Iosifovna Eremeeva (b. 1929) is a historian of science who works at Moscow University’s Sternberg Observatory.
Источники: MPC batch dated 2017-06-09; M.P.C. 105277

## Орбита

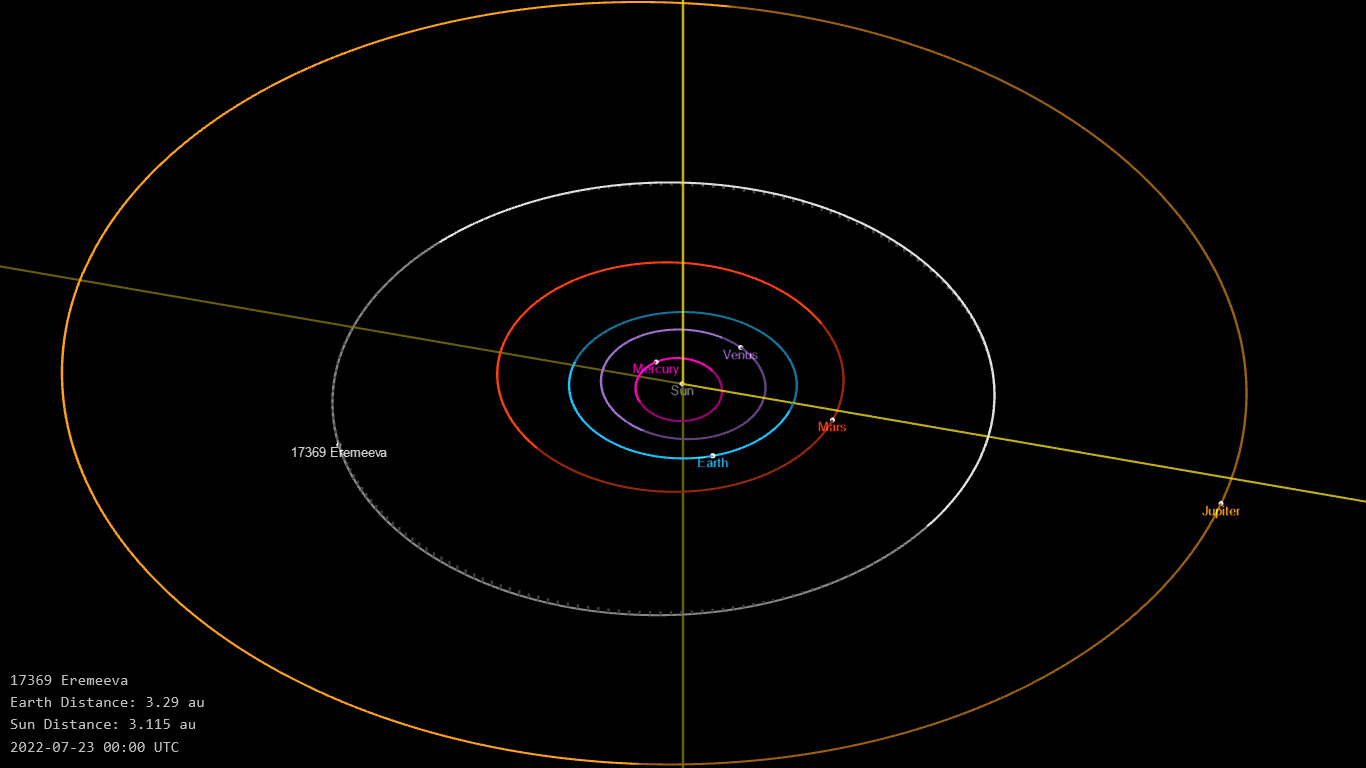
Орбита астероида Еремеева и его положение в Солнечной системе

## Физические характеристики
Астероид относится к таксономическому классу S.
По результатам наблюдений системы телескопов панорамного обзора и быстрого реагирования Pan-STARRS и наблюдений системы последнего оповещения о столкновении астероида с Землей Asteroid Terrestrial-impact Last Alert System абсолютная звёздная величина астероида сначала оценивалась равной 14,18±0,19m, позже — 14,03±0,031m и 13,71±0,035m.